# 庙台子站
庙台子站是位于黑龙江省哈尔滨市松北区松浦街道的一个铁路车站，邮政编码150029。车站建于1899年，有滨洲铁路经过该站，现办理客运货运业务。车站距离哈尔滨站10公里，隶属哈尔滨铁路局，是四等站。
庙台子站旧址是哈尔滨市保护文物，2012年建设哈齐客运专线期间被拆除。